# Championnats du monde de cyclo-cross 1999
Navigation
Édition précédente Édition suivante
Les championnats du monde de cyclo-cross 1999 ont lieu les 30 et 31 janvier 1999 à Poprad, en Slovaquie. Trois épreuves masculines sont au programme.

## Podiums
| Épreuves        | Or              | Argent              | Bronze             |
| --------------- | --------------- | ------------------- | ------------------ |
| Élites          | Mario De Clercq | Erwin Vervecken     | Adrie van der Poel |
| Moins de 23 ans | Bart Wellens    | Tom Vannoppen       | Tim Johnson        |
| Juniors         | Mattew Kelly    | Sven Vanthourenhout | Thijs Verhagen     |

## Classement des élites
| Pos.                               | Cycliste            | Pays     | Temps           |
| ---------------------------------- | ------------------- | -------- | --------------- |
| Médaille d'or, Coupe du Monde      | Mario De Clercq     | Belgique | 1 h 02 min 50 s |
| Médaille d'argent, Coupe du Monde  | Erwin Vervecken     | Belgique | +8 s            |
| Médaille de bronze, Coupe du Monde | Adrie van der Poel  | Pays-Bas | +24 s           |
| 4.                                 | Daniele Pontoni     | Italie   | + 1 min 24 s    |
| 5.                                 | Thomas Frischknecht | Suisse   | + 1 min 42 s    |
| 6.                                 | Sven Nys            | Belgique | + 2 min 09 s    |
| 7.                                 | Radomir Simunek sr. | Tchéquie | + 2 min 13 s    |
| 8.                                 | Peter Van Santvliet | Belgique | + 2 min 49 s    |
| 9.                                 | Jiří Pospíšil       | Tchéquie | + 3 min 17 s    |
| 10.                                | Ben Berden          | Belgique | + 3 min 41 s    |

## Tableau des médailles
| Rang | Nation     | Or | Argent | Bronze | Total |
| ---- | ---------- | -- | ------ | ------ | ----- |
| 1    | Belgique   | 2  | 3      | 0      | 5     |
| 2    | États-Unis | 1  | 0      | 1      | 2     |
| 3    | Pays-Bas   | 0  | 0      | 2      | 2     |